# Hanabiramochi
Hanabiramochi (葩餅 (Ba bính)) là một loại bánh ngọt (wagashi) của Nhật Bản, thường được thưởng thức trong ngày đầu năm mới. Món bánh này cũng được phục vụ trong tiệc trà đầu tiên trong năm.